# You Think
You Think è un singolo del girl group sudcoreano Girls' Generation, pubblicato nel 2015 ed estratto dall'album Lion Heart.

## Tracce
- Download digitale

1. You Think – 3:08

## Classifiche
| Classifica (2015) | Posizione massima |
| ----------------- | ----------------- |
| Corea del Sud     | 30                |